# مارسل فن کرومبروخه
مارسل فن کرومبروخه (هلندی: Marcel Van Crombrugge؛ ۱۳ سپتامبر ۱۸۸۰ – ۲۳ سپتامبر ۱۹۴۰) قایقران روئینگ اهل بلژیک بود.
وی در مسابقات کشوری و بین‌المللی در مجموع برندهٔ ۶ مدال طلا، ۲ مدال نقره، ۱ مدال برنز شده‌است.